# Grand Prix Formule 1 van Brazilië 2007
De Grand Prix Formule 1 van Brazilië 2007 werd gehouden van 19 tot 21 oktober 2007 op Autódromo José Carlos Pace. Het wereldkampioenschap zou in deze race beslist worden. Voor deze race stond Lewis Hamilton eerste met 107 punten, gevolgd door Fernando Alonso (103 pnt.) en Kimi Räikkönen (100 pnt.).

## Kwalificatie
| Positie | Nummer | Naam                 | Team               | Q1       | Q2       | Q3       |
| ------- | ------ | -------------------- | ------------------ | -------- | -------- | -------- |
| 1       | 5      | Felipe Massa         | Ferrari            | 1:12.303 | 1:12.374 | 1:11.931 |
| 2       | 2      | Lewis Hamilton       | McLaren-Mercedes   | 1:13.033 | 1:12.296 | 1:12.082 |
| 3       | 6      | Kimi Räikkönen       | Ferrari            | 1:13.016 | 1:12.161 | 1:12.322 |
| 4       | 1      | Fernando Alonso      | McLaren-Mercedes   | 1:12.895 | 1:12.637 | 1:12.356 |
| 5       | 15     | Mark Webber          | Red Bull-Renault   | 1:13.081 | 1:12.855 | 1:12.928 |
| 6       | 9      | Nick Heidfeld        | BMW Sauber         | 1:13.472 | 1:13.009 | 1:13.081 |
| 7       | 10     | Robert Kubica        | BMW Sauber         | 1:13.085 | 1:12.641 | 1:13.129 |
| 8       | 12     | Jarno Trulli         | Toyota             | 1:13.470 | 1:12.832 | 1:13.195 |
| 9       | 14     | David Coulthard      | Red Bull-Renault   | 1:13.264 | 1:13.374 | 1:13.272 |
| 10      | 16     | Nico Rosberg         | Williams-Toyota    | 1:13.707 | 1:12.752 | 1:13.477 |
| 11      | 8      | Rubens Barrichello   | Honda              | 1:13.661 | 1:12.932 |          |
| 12      | 3      | Giancarlo Fisichella | Renault            | 1:13.482 | 1:13.102 |          |
| 13      | 19     | Sebastian Vettel     | Toro Rosso-Ferrari | 1:13.853 | 1:13.934 |          |
| 14      | 18     | Vitantonio Liuzzi    | Toro Rosso-Ferrari | 1:13.607 | 1:13.251 |          |
| 15      | 11     | Ralf Schumacher      | Toyota             | 1:13.767 | 1:13.783 |          |
| 16      | 7      | Jenson Button        | Honda              | 1:14.054 | 1:13.702 |          |
| 17      | 4      | Heikki Kovalainen    | Renault            | 1:14.078 |          |          |
| 18      | 22     | Takuma Sato          | Super Aguri-Honda  | 1:14.098 |          |          |
| 19      | 17     | Kazuki Nakajima      | Williams-Toyota    | 1:14.417 |          |          |
| 20      | 23     | Anthony Davidson     | Super Aguri-Honda  | 1:14.596 |          |          |
| 21      | 20     | Adrian Sutil         | Spyker-Ferrari     | 1:15.217 |          |          |
| 22      | 21     | Sakon Yamamoto       | Spyker-Ferrari     | 1:15.487 |          |          |

## Race
| Positie | Nummer | Coureur              | Team               | Rondes | Tijd/Oorzaak uitval  | Startplaats | Punten |
| ------- | ------ | -------------------- | ------------------ | ------ | -------------------- | ----------- | ------ |
| 1       | 6      | Kimi Räikkönen       | Ferrari            | 71     | 1:28:15.270          | 3           | 10     |
| 2       | 5      | Felipe Massa         | Ferrari            | 71     | +1.493               | 1           | 8      |
| 3       | 1      | Fernando Alonso      | McLaren-Mercedes   | 71     | +57.019              | 4           | 6      |
| 4       | 16     | Nico Rosberg         | Williams-Toyota    | 71     | +1:02.848            | 10          | 5      |
| 5       | 10     | Robert Kubica        | BMW Sauber         | 71     | +1:10.957            | 7           | 4      |
| 6       | 9      | Nick Heidfeld        | BMW Sauber         | 71     | +1:11.317            | 6           | 3      |
| 7       | 2      | Lewis Hamilton       | McLaren-Mercedes   | 70     | +1 ronde             | 2           | 2      |
| 8       | 12     | Jarno Trulli         | Toyota             | 70     | +1 ronde             | 8           | 1      |
| 9       | 14     | David Coulthard      | Red Bull-Renault   | 70     | +1 ronde             | 9           |        |
| 10      | 17     | Kazuki Nakajima      | Williams-Toyota    | 70     | +1 ronde             | 19          |        |
| 11      | 11     | Ralf Schumacher      | Toyota             | 70     | +1 ronde             | 15          |        |
| 12      | 22     | Takuma Sato          | Super Aguri-Honda  | 69     | +2 rondes            | 18          |        |
| 13      | 18     | Vitantonio Liuzzi    | Toro Rosso-Ferrari | 69     | +2 rondes            | 14          |        |
| 14      | 23     | Anthony Davidson     | Super Aguri-Honda  | 68     | +3 rondes            | 20          |        |
| Ret     | 20     | Adrian Sutil         | Spyker-Ferrari     | 43     | Remmen               | 21          |        |
| Ret     | 8      | Rubens Barrichello   | Honda              | 40     | Benzine              | 11          |        |
| Ret     | 4      | Heikki Kovalainen    | Renault            | 35     | Ongeluk              | 17          |        |
| Ret     | 19     | Sebastian Vettel     | Toro Rosso-Ferrari | 34     | Hydraulisch probleem | 13          |        |
| Ret     | 7      | Jenson Button        | Honda              | 20     | Benzine              | 16          |        |
| Ret     | 15     | Mark Webber          | Red Bull-Renault   | 14     | Versnellingsbak      | 5           |        |
| Ret     | 21     | Sakon Yamamoto       | Spyker-Ferrari     | 2      | Schade botsing       | 22          |        |
| Ret     | 3      | Giancarlo Fisichella | Renault            | 2      | Schade botsing       | 12          |        |

## Wetenswaardigheden
- Raceleiders: Felipe Massa, 46 rondes (1-19 en 23-49), Kimi Räikkönen, 24 rondes (20-21 en 50-71) en Fernando Alonso, 1 ronde (22).
- Laatste race: Ralf Schumacher
- Het was de laatste race voor het Spyker F1 team.
- Het was de laatste met traction control.
- In ronde 31 reed Kazuki Nakajima twee van zijn monteurs omver.
- Na de race bleken de auto’s van BMW Sauber en Williams F1 te licht te zijn. Ze zouden een diskwalificatie oplopen, maar dit gebeurde niet. McLaren protesteerde hiertegen en vond dat BMW en Williams alsnog gediskwalificeerd moesten worden, zodat Lewis Hamilton naar de vierde plaats zou stijgen en het wereldkampioenschap winnen. Dit is uiteindelijk niet gebeurd.
- Dit is de eerste winst voor Kimi Räikkönen op Interlagos. Hij stond bovenaan op het podium tijdens de Grand Prix van Brazilië 2003, maar doordat er een rode vlag was en een Formule 1-baas 3 ronden terugtelde in plaats van de gebruikelijke 2 ronden, werd toch Giancarlo Fisichella de winnaar. Räikkönen was tweede tijdens de Grand Prix van Brazilië 2004 en 2005, beide naast de Colombiaan Juan Pablo Montoya.
- Dit is het eerste gevecht met drie coureurs voor de titel sinds 1986, toen Alain Prost kampioen werd naast Nelson Piquet sr. en Nigel Mansell.

## Statistieken
| Snelste ronde | Kimi Räikkönen | Ferrari | 1:12.445 |

## Noot
- Dit was het debuut voor de Japanse coureur Kazuki Nakajima.
- Dit was de 25ste snelste ronde voor Kimi Räikkönen.
- Eerste (en enige) wereldtitel voor Kimi Räikkönen en de vierde wereldtitel voor een Finse coureur. Räikkönen was de 29ste coureur die zich wereldkampioen mocht noemen.

1972 · 1973 · 1974 · 1975 · 1976 · 1977 · 1978 · 1979 · 1980 · 1981 · 1982 · 1983 · 1984 · 1985 · 1986 · 1987 · 1988 · 1989 · 1990 · 1991 · 1992 · 1993 · 1994 · 1995 · 1996 · 1997 · 1998 · 1999 · 2000 · 2001 · 2002 · 2003 · 2004 · 2005 · 2006 · 2007 · 2008 · 2009 · 2010 · 2011 · 2012 · 2013 · 2014 · 2015 · 2016 · 2017 · 2018 · 2019